# Ácido permangânico
O ácido permangânico, HMnO4, é um oxiácido derivado do manganês. Um dos seus sais mais conhecidos é o permanganato de potássio.